# Spartacus International Gay Guide
La Spartacus International Gay Guide è una guida per il turismo LGBT diffusa a livello internazionale nata nel 1970. È pubblicata in cinque lingue (inglese, tedesco, francese, spagnolo e italiano) e ha una cadenza annuale. La guida è pubblicata dell'editore GayGuide UG, con sede a Berlino in Germania. La tiratura attuale oscilla tra le 100 000 e 75 000 copie, di cui circa il 70% è venduto al di fuori dell'Unione europea.

## Panoramica
Il manuale è organizzato in singole sezioni ognuna delle quali, in ordine alfabetico secondo la lingua inglese, è dedicata a uno Stato differente con brevi testi in diverse lingue per tutti i paesi.
Per ogni Stato è menzionata una panoramica riguardante le leggi sull'omosessualità applicabili e il livello di omofobia della società avvertendo il lettore sulle destinazioni in cui le persone dichiaratamente omosessuali sono perseguitate o perseguibili da legge e forze di polizia. Ulteriore spazio è destinato alla descrizione delle più importanti destinazioni gay del paese. Per ogni località menzionata vengono elencati gli indirizzi e numeri di telefono di organizzazioni a tematica LGBT e strutture ricettive specializzate nell'accoglienza del pubblico omosessuale tra cui bar, alberghi, saune e spiagge.